# Umberto Agnelli
Umberto Agnelli (Losanna, 1º novembre 1934 – Venaria Reale, 27 maggio 2004) è stato un imprenditore, dirigente sportivo e politico italiano.

## Biografia
Umberto Agnelli nacque il 1º novembre 1934 a Losanna, in Svizzera, ultimo dei sette figli di Edoardo Agnelli e di Virginia Bourbon del Monte. Orfano di padre (morto in un incidente aereo) ad appena un anno, perse la madre - vittima di un incidente automobilistico - all'età di undici; il fratello Gianni, maggiore di tredici anni, capofamiglia designato, sarà per lui come un padre. Fu battezzato dal principe di Piemonte, il futuro re d'Italia Umberto II. Svolse il servizio militare presso la Scuola di Applicazione di Cavalleria di Pinerolo, come il fratello Gianni e il nonno. Laureatosi in giurisprudenza all'Università degli Studi di Catania, Umberto divenne a ventuno anni presidente della Juventus e nel 1959 venne eletto presidente della Federazione Italiana Giuoco Calcio.
Impegnato a lungo nel processo di ristrutturazione della FIAT, con la contestuale apertura verso capitali e mercati esteri, Agnelli e famiglia figuravano al 278º posto nella classifica del periodico Forbes (2003) degli uomini più ricchi del mondo, con un patrimonio netto stimato attorno agli 1,5 miliardi di dollari. Subentrò alla presidenza della FIAT il 28 febbraio 2003, subito dopo la morte del fratello Gianni, che aveva affiancato a lungo nella conduzione della casa automobilistica torinese anche se costretto spesso a restare in panchina per i giochi del potere finanziario. Rispetto al passato decise di cambiare strategia concentrando tutte le risorse Fiat nell'auto e ricorrendo ad un manager esterno, Giuseppe Morchio, a cui affidare la guida dell'azienda.

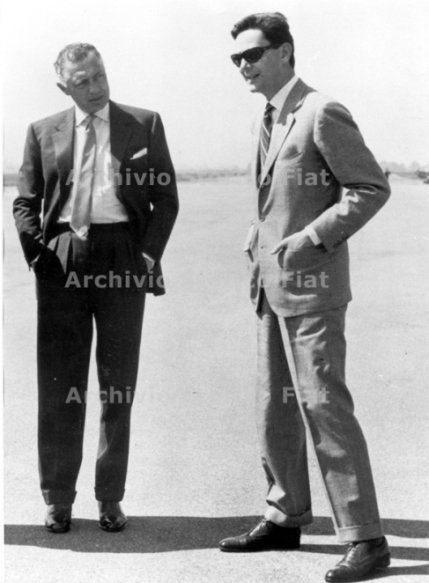
Umberto Agnelli (a destra) con il fratello Gianni, 1965

Negli anni Settanta, Agnelli fu senatore della Repubblica nelle file della Democrazia Cristiana. Come alto dirigente della FIAT ebbe a lungo il controllo su primarie imprese editoriali e sulla società calcistica torinese della Juventus.
Eletto da una giunta di soci, tra cui il fratello Gianni, presidente del club nel 1955 – divenendo il più giovane ad assumere la massima carica dirigenziale nella storia del club, ad appena ventidue anni –, la sua gestione presidenziale venne caratterizzata dagli acquisti di giocatori di rilievo, quali John Charles e Omar Sívori, decisivi per la conquista di tre campionati di Serie A e due coppe nazionali consecutive dal 1958 al 1961. Dopo aver lasciato il ruolo presidenziale nel 1962, rimase legato ai colori bianconeri. Trent'anni dopo, nel 1994, rilevò le attività dirigenziali svolte in precedenza dall'Avvocato, esercitando una maggiore influenza sul club in qualità di presidente onorario durante il decennio seguente, periodo in cui i bianconeri vinsero altri cinque titoli di campione d'Italia, un'altra Coppa Italia, quattro Supercoppe italiane, una Coppa Intercontinentale, una UEFA Champions League, una Coppa Intertoto dell'UEFA e una Supercoppa UEFA, per un totale di 19 trofei ufficiali in 18 anni.
In virtù dei successi sportivi ottenuti nel corso della carriera sportiva dirigenziale, è stato introdotto alla memoria congiuntamente dalla Federazione Italiana Giuoco Calcio (FIGC) e dalla Fondazione Museo del calcio di Coverciano nella Hall of Fame del calcio italiano nel 2015.
Affetto da carcinoma polmonare, trascorse gli ultimi giorni assistito dalla moglie e dai due figli nella sua residenza della Mandria, nel territorio di Venaria Reale, dove morì il 27 maggio 2004, solamente 15 giorni prima del nipote Egon von Fürstenberg, che morì l'11 giugno successivo. La sua ultima comparsa in pubblico era avvenuta il 26 aprile dello stesso anno, quando era stata conferita alla moglie Allegra una laurea ad honorem in Veterinaria dall'Università degli Studi di Torino; l'aggravarsi delle sue condizioni di salute gli impedì però di presenziare all'assemblea degli azionisti della FIAT e della Juventus.

## Matrimoni e discendenza
Umberto si sposò due volte: una prima con Antonella Bechi Piaggio (proveniente dalla famiglia d'imprenditori che ha ideato lo scooter Vespa) e una seconda con Allegra Caracciolo, cugina di Marella Caracciolo, moglie di Gianni Agnelli. Curiosamente Antonella Bechi Piaggio si risposerà con un lontano parente materno di Allegra Caracciolo, Uberto Visconti di Modrone. A Torino, Umberto e Allegra vivevano nella residenza "I Roveri" all'interno del Parco naturale La Mandria.
Dalla prima moglie, Antonella, Umberto ebbe:
- due gemelli (Alberto e Enrico), nati nel luglio 1962 e vissuti pochissimi giorni;
- Giovanni Alberto, detto Giovannino, morto di tumore nel 1997.

Dalla seconda moglie, Allegra, Umberto ebbe un figlio e una figlia:
- Andrea;
- Anna.